# Ganagol
El Ganagol es un juego de apuestas deportivas enfocado en el fútbol, dicho juego es provisto por la empresa Intercorp (antes Intralot de Perú). Actualmente se juega en el Perú como modalidad extra de la Tinka. La temática es muy parecida a la polla (o quiniela en otros países): son 14 partidos de fútbol donde para obtener el premio mayor se debe acertar si el ganador en cada uno será local o visita o si el partido terminará en empate.
El pozo inicial es de S/. 100 el cual al no ser ganado se acumula para el siguiente programa, dicho premio es repartido entre las diferentes categorías. Las categorías que reciben premio son para aciertos de 10 pronósticos correctos hasta el máximo que es 14 aciertos. Adicional a los 14 partidos se puede pronosticar Super Gol que consiste en predecir el rango de goles totales que abra en los 14 partidos del programa.
El juego se empezó a ofrecer desde el año 2005 con partidos de la liga peruana y otros internacionales. Los resultados de Ganagol son procesados ante Notario Público y un representante de a Asociación Deportiva de Fútbol Profesional (ADFP). En siguientes ediciones se añadió la modalidad de partidos individuales bajo la marca hermana Te Apuesto, un modelo similar al corredor de apuestas. Tanto Ganagol como Te Apuesto generan 761.8 millones de soles en 2019, que representaron el 73% de los ingresos de la antes Intralot.